# Свръхзадълженост
Свръхзадължеността, наред с неплатежоспособността, е основна предпоставка за откриване на производство по несъстоятелност. Това е особено състояние, в което изпадат само капиталовите дружества - акционерно дружество, дружество с ограничена отговорност и командитно дружество с акции. Свръхзадължеността се състои в превишаване на активите на дружеството от неговите пасиви, като под активи се има предвид цялото имущество на дружеството - техника, съоръжения, превозни средства, стоки, пари, ценни книги, вземания, ограничени вещни права и др., а под пасиви - само паричните задължения, като не е необходимо те да са изискуеми и ликвидни, т.е. техният падеж може все още да не е настъпил. Обикновено капиталовото дружество изпада едновременно в неплатежоспособност и в свръхзадълженост, но това не е задължително. Възможно е да изпадне само в неплатежоспособност - когато има достатъчно активи, които да превишават пасивите, но те са трудно ликвидни (например ако притежава недвижима собственост) и поради това не разполага с парични средства. Противоположната хипотеза също е възможна - да е свръхзадължено, но платежоспособно - ако, например, покрива своите задължения с изтеглен заем.